# Cyathea tomentosissima
Cyathea tomentosissima är en ormbunkeart som beskrevs av Edwin Bingham Copeland. Cyathea tomentosissima ingår i släktet Cyathea och familjen Cyatheaceae. Inga underarter finns listade.

## Bildgalleri

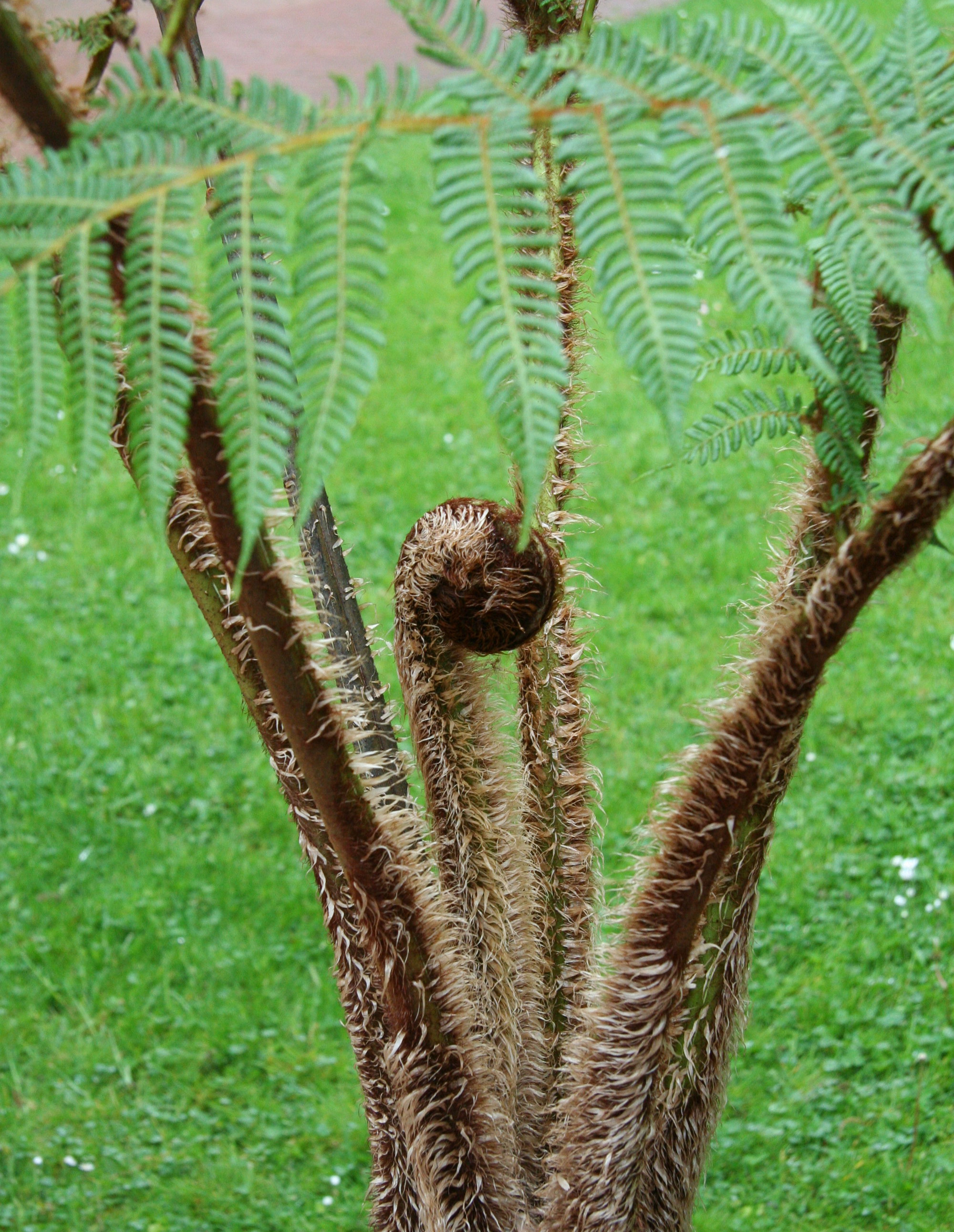
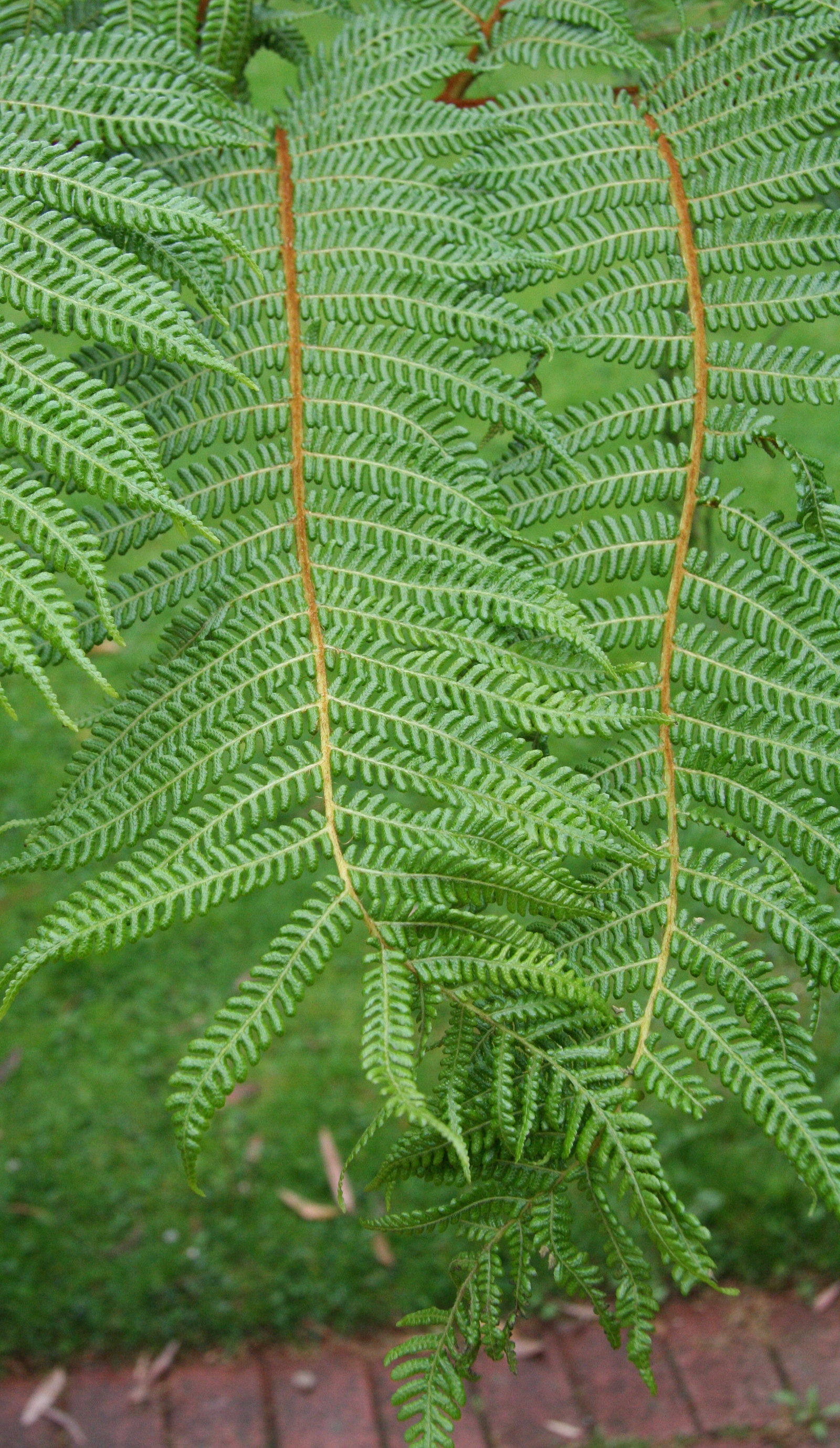
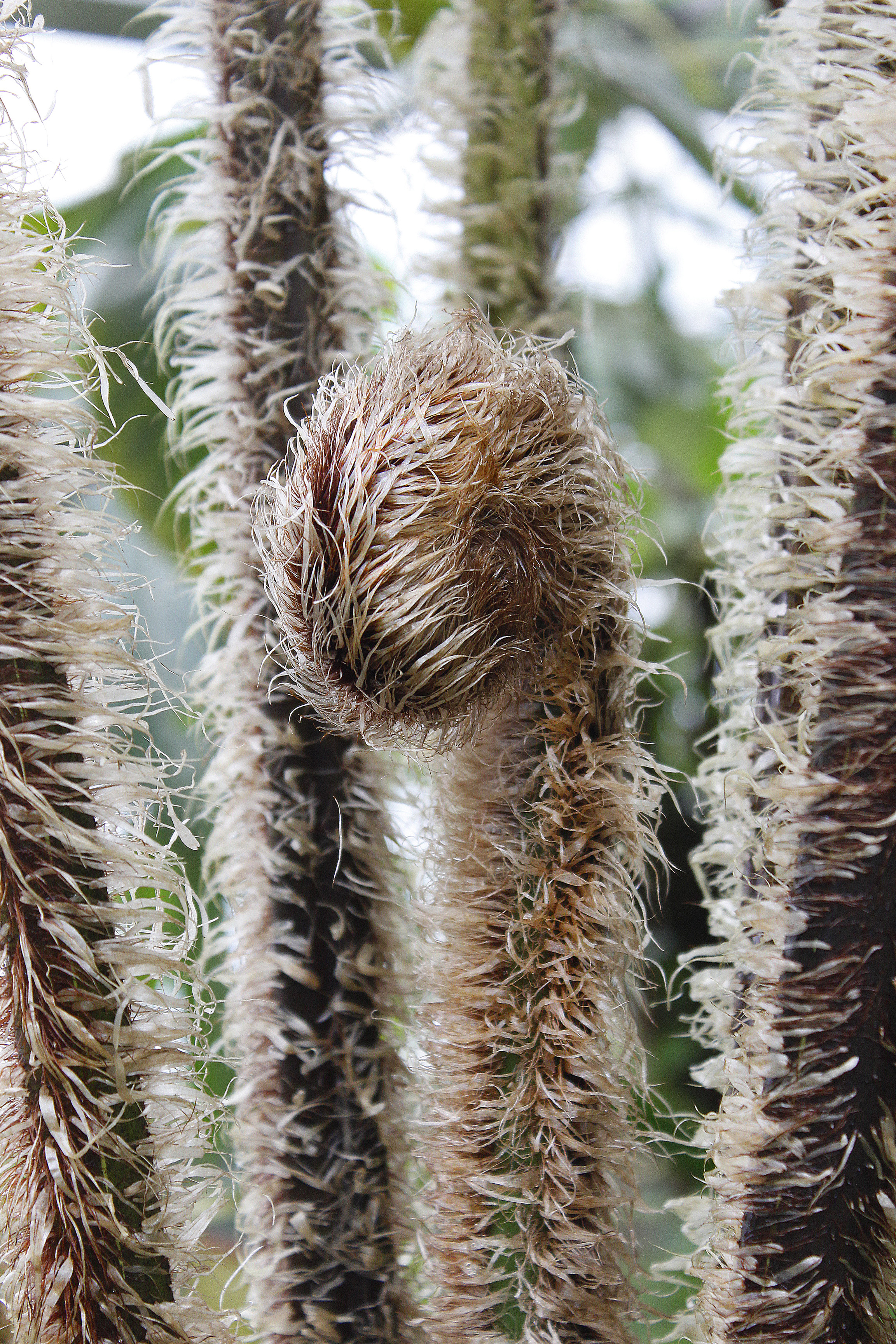
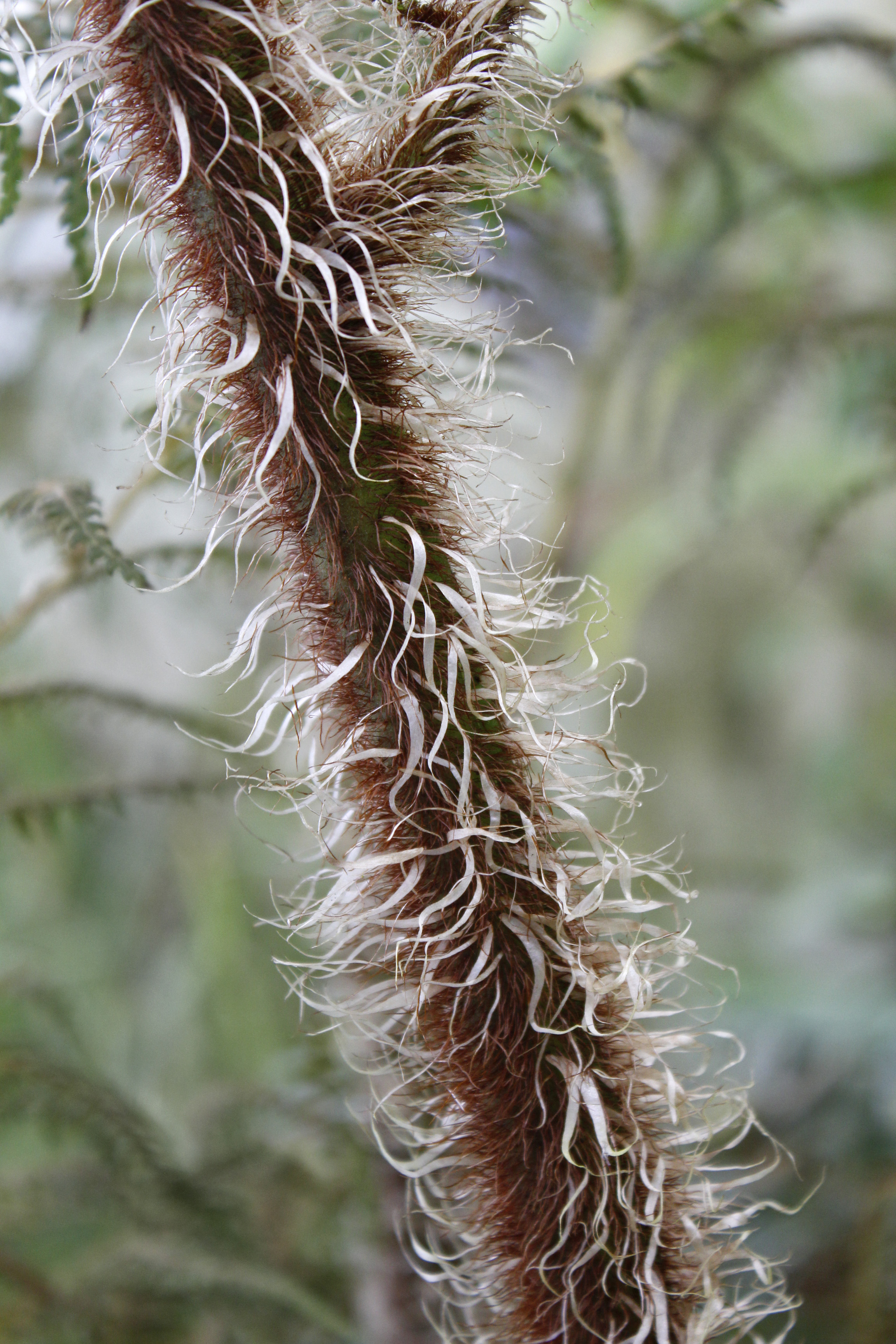
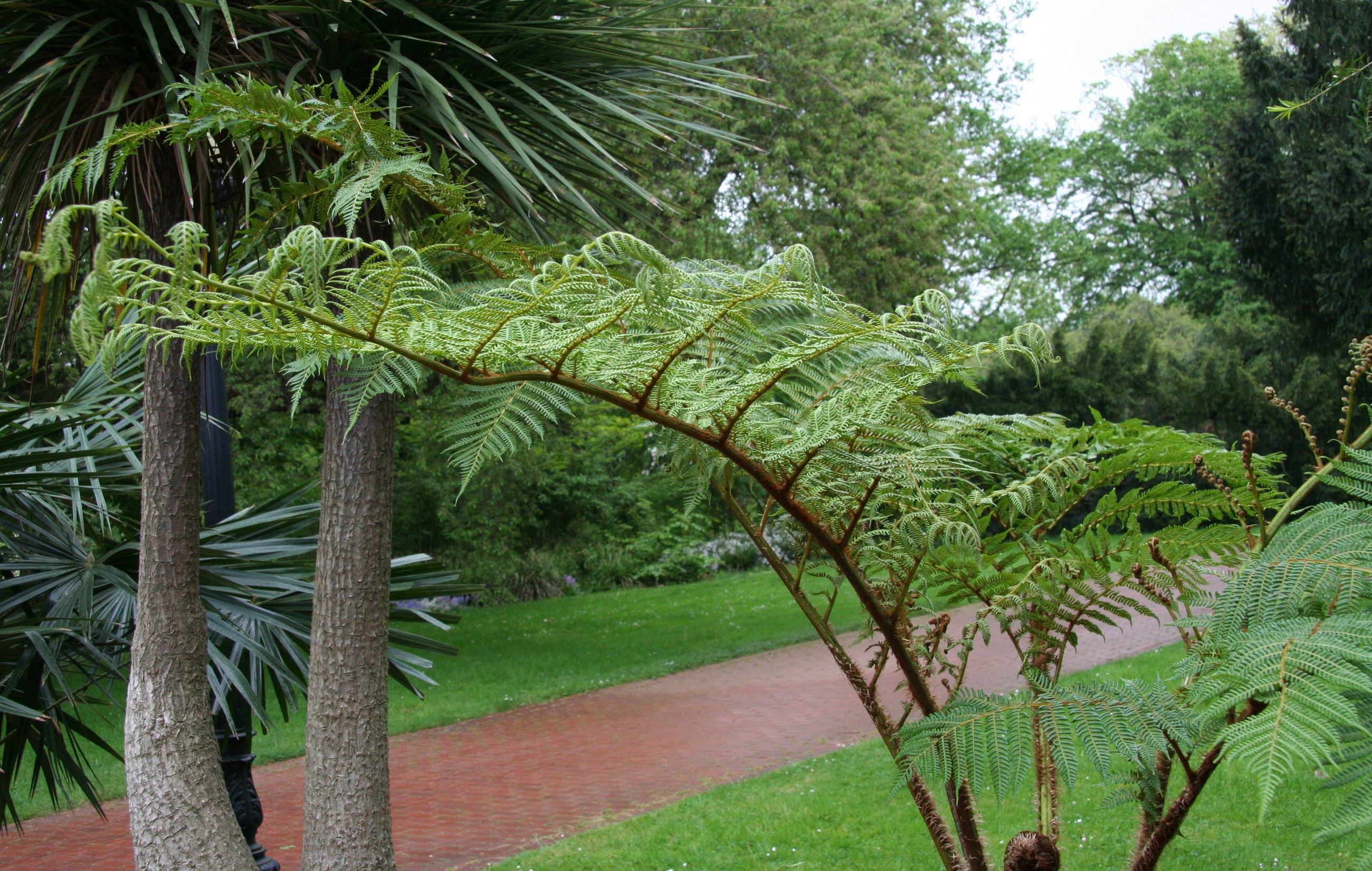
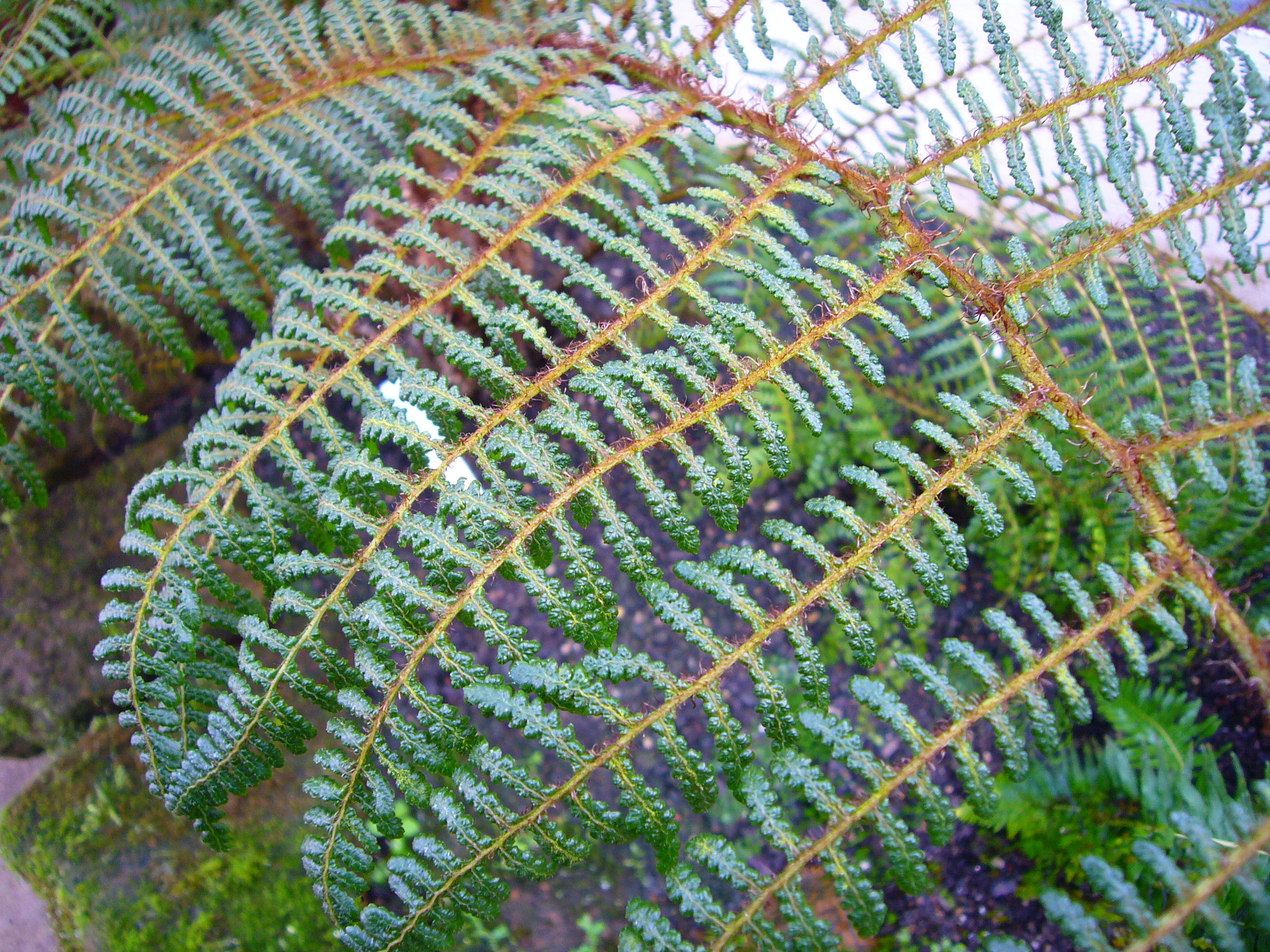